# Почесні громадяни Коломиї

## Почесний громадянин Коломиї
- Отець Шашкевич Григорій — галицький громадсько-політичний і церковний діяч, греко-католицький священик, двоюрідний брат Маркіяна Шашкевича.

Почесні громадяни міста Коломиї:
| Почесні громадяни міста Коломиї | Почесні громадяни міста Коломиї   | Почесні громадяни міста Коломиї | Почесні громадяни міста Коломиї | Почесні громадяни міста Коломиї |
| ------------------------------- | --------------------------------- | ------------------------------- | --- | --- |
| №:                              | П.І.Б.                            | Дата народження                 | Діяльність | Дата присвоєння |
| 1.                              | Грабовецький Володимир Васильович | 24.08.1928                      | Заслужений діяч науки і техніки, академік, доктор історичних наук, завідувач кафедрою історії України Прикарпатського університету.                                                       | Присвоєно звання рішенням виконкому від 25.10.1996 р. № 264 "Враховуючи значні заслуги у науковій роботі, вагому працю по дослідженню історії міста Коломиї з найдавніших часів до початку XX століття" (свідоцтво № 1). |
| 2.                              | Симчич Мирослав Васильович        | 05.01.1923                      | Голова Коломийської станиці Братства ОУН-УПА. Відомий борець за волю України. Сотенний УПА.                                                                                               | Присвоєно звання рішенням виконкому від 16.12.1997 р. № 318. "За багаторічну нескорену боротьбу в справі відродження і утвердження української національної ідеї, української державності, активну громадську і просвітницьку державотворчу роботу перших років будівництва незалежної України" (свідоцтво № 2).                                                                  |
| 3.                              | Іваничук Роман Іванович           | 27.05.1929                      | Письменник-романіст. Член Національної спілки письменників України. | Присвоєно звання рішенням виконкому від 16.12. 1997 року № 318 "За створення найповнішої бібліотеки української історичної романістики, розкриття історичного процесу через події в нашому краї і місті, активну громадську і просвітницьку державотворчу роботу" (свідоцтво № 3).                                                                                                |
| 4.                              | Осадчук Богдан Іванович           | 01.08.1920                      | Найвпливовіший у світі популяризатор українства, професор Берлінського університету, публіцист, історик, експерт з питань українсько-польських і німецько-українських стосунків.          | Присвоєно звання рішенням виконкому від 17.07.2001 р № 264 "Враховуючи значні заслуги в науковій роботі, вагому працю по дослідженню історії сучасної України і зокрема міста Коломиї" (свідоцтво № 4). |
| 5.                              | Пришляк Григорій Васильович       | 20.04.1913 - 20.09.2002         | Відомий борець за волю України. Референт ОУН 1941-1946 р.р. Багатолітній політв'язень сталінських таборів.                                                                                | Присвоєно звання рішенням виконкому від 22.01.2002 р. № 23 "За багаторічну громадську і просвітницьку державотворчу роботу, активну участь в боротьбі за справу здобуття незалежної суверенної України, за жертовність молодістю, здоров'ям, особистим щастям" (свідоцтво № 5).                                                                                                   |
| 6.                              | Демків Дана Петрівна              | 26.03.1932                      | Заслужений працівник культури України. Керівник всесвітньовідомого ансамблю танцю "Покуття".                                                                                              | Присвоєно звання рішенням виконкому від 20.03.2002 р. № 108 "Враховуючи особисті заслуги художнього керівника самодіяльного Народного ансамблю "Покуття" у відродженні національно-культурних традицій в українській хореографії, її пропагандистську, педагогічну та громадську роботу, здобутки в дослідженні, вивченні покутського та гуцульського фольклору" (свідоцтво № 6). |
| 7.                              | Полатайчук Ярослав Павлович       | 28.03.1932                      | Голова міського товариства "Поступ". | Присвоєно звання рішенням виконкому від 13.08.2002 р. № 279 "За особливі заслуги перед коломийською громадою в справі національно-культурного відродження і активну громадську роботу" (свідоцтво № 7). |
| 8.                              | Грабець Галина Юліанівна          | 23.04.1916 - 06.05.2006         | Викладач музики ДМШ №1. Автор мемуарів про музичне життя міста Коломиї. Відомий театрал міста. Консультант і активний організатор багатьох мистецьких акцій останніх років міста Коломиї. | Присвоєно звання рішенням виконкому від 20.03.2002 р. № 279 "За особливі заслуги перед коломийською громадою в справі національно-духовного відродження і виховання підростаючого покоління" (свідоцтво № 8). |
| 9.                              | Машталер Володимир Петрович       | 05.01.1943                      | Голова міської ради I демократичного скликання. | Присвоєно звання рішенням виконкому від 28.12.2002 р. № 427 "За багаторічну громадсько-політичну роботу, особистий внесок у становлення і розбудову суверенної української держави та в зв'язку з 60 - річним ювілеєм" (свідоцтво № 9). |
| 10.                             | Ткачук Василь Михайлович          | 10.12.1933                      | Герой України, депутат обласної ради. | Присвоєно звання рішенням виконкому від 13.08.2003 р. № 270 "За значний особистий внесок у встановлення і розбудову суверенної Української держави та за особливі заслуги перед Коломийською громадою" (свідоцтво № 10). |
| 11.                             | Федюк Василь Юрійович             | 01.07.1918 - 14.12.2006         | Тереновий провідник ОУН, багатолітній політв'язень сталінських таборів. | Присвоєно звання рішенням виконкому від 13.08.2003 р. № 270 "За значний особистий внесок у становлення і розбудову суверенної Української держави" (свідоцтво № 11). |
| 12.                             | Томащук Михайло Миколайович       | 12.12.1938 - 20.11.2003         | Член Національної Спілки журналістів України. | Присвоєно звання рішенням виконкому від 23.10.2003 р. № 353 "За значний особистий внесок у становлення і розбудову суверенної Української держави" (свідоцтво № 12). |
| 13.                             | Симотюк Іван Дмитрович            | 20.01.1941                      | Голова правління ЗАТ "Коломийське заводоуправління будівельних матеріалів". | Присвоєно звання рішенням виконкому від 17.08.2004р № 278 "За довголітню працю, особистий внесок у соціально-економічний розвиток міста, благодійну діяльність та високу громадянську позицію в розбудові Української держави" (свідоцтво № 13). |
| 14.                             | Карась Зиновій Семенович          | 09.03.1929                      | Член правління товариства "Просвіта" ім. Т. Г. Шевченка. Головний редактор газети "Християнський вісник".                                                                                 | Присвоєно звання рішенням виконкому від 17.08.2004 р. № 278 "За особистий внесок у культурологічну та просвітянську державотворчу роботу у справі відродження і утвердження української національної ідеї" (свідоцтво № 14). |
| 15.                             | Гриньків Дмитро Дмитрович         | 11.06.1948                      | Поет. Член Національної спілки письменників України. Член Національної спілки журналістів України. Політв'язень.                                                                          | Присвоєно звання рішенням виконкому від 16.08.2005 р. № 236 "За значний особистий внесок у становлення і розбудову незалежної Української держави" (свідоцтво № 15). |
| 16.                             | Носкевич Віталій Михайлович       | 10 серпня 1984 - 22 жовтня 2019 | сержант Збройних сил України, захисник України. | Присвоєно звання рішенням виконкому від 22.11.2019. |
| 17.                             | Воробець Степан Степанович        | 4 червня 1987 - 19 червня 2014  | капітан Збройних сил України, захисник України. | Присвоєно звання рішенням виконкому від ? |
| 18.                             | Лисенко Сергій Петрович           | 10 вересня 1977 - 29 липня 2014 | полковник (посмертно) Збройних сил України, захисник України. | Присвоєно звання рішенням виконкому № 1827-44/2014 від 14 серпня 2014 року |

## Джерело
- https://kolrada.gov.ua/honorary-citizens